# Caladenia zephyra
Caladenia zephyra é uma espécie de orquídea geófita, família Orchidaceae, do sul da Austrália,  onde cresce em grupos esparsos ou ocasionalmente grandes colônias, em bosques, ou locais de vegetação arbustiva, charnecas, e afloramentos de granito, em áreas de solo bem drenado mas ocasionalmente em áreas sazonalmente alagadiças.
Classifica-se no subgênero Calonema formado por cerca de 130 espécies, tratadas por David Jones como gênero Arachnorchis. São plantas com uma única folha basal pubescente com marcas proeminentes púrpura perto da base, e uma inflorescência rija, fina e densamente pubescente, com uma ou poucas flores, que vagamente lembram uma aranha, muito estreitas, caudadas, e bem esparramadas, normalmente pendentes. Em conjunto formam grupo vistoso quando sua floração é estimulada por incêndios de verão.

## Publicação e sinônimos
- Caladenia zephyra (D.L.Jones) R.J.Bates, J. Adelaide Bot. Gard. 22: 102 (2008).

Sinônimos homotípicos:
- Arachnorchis zephyra D.L.Jones, Austral. Orchid Res. 5: 65 (2006).